# Morten Nielsen (remero)
Morten Ølgaard Nielsen (Humlebæk, 18 de septiembre de 1980) es un deportista danés que compitió en remo. Su hermana Majbrit compitió en el mismo deporte.
Ganó una medalla de bronce en el Campeonato Mundial de Remo de 2005, en la prueba de dos con timonel.

## Palmarés internacional
| Campeonato Mundial | Campeonato Mundial | Campeonato Mundial | Campeonato Mundial |
| Año                | Lugar              | Medalla            | Prueba             |
| ------------------ | ------------------ | ------------------ | ------------------ |
| 2004               | Bañolas (España)   | Medalla de bronce  | Dos con timonel    |